# Зимние Азиатские игры 1986
I Зимние Азиатские игры прошли в Саппоро (Япония) с 1 по 8 марта 1986 года как зимний аналог Азиатских Игр. Решение об их проведение было принято Генеральной Ассамблеей Олимпийского совета Азии в 1984 году по инициативе НОК Японии, выступившего с идеей проведения Зимних Азиад в 1982 году.
С целью увеличения представительства различных государств на пьедестале почёта, было принято решение о том, что представители одной страны могут получить не более двух медалей в каждой дисциплине. В случае, если все призовые места занимали спортсмены из одной команды, бронзовая медаль передавалась представителю другой страны, занимавшему наиболее высокое место.

## Виды спорта
На зимней Азиаде 1986 года разыгрывалось 35 комплектов медалей по 7 различным видам спорта. Ниже приведен их список.

| - Горнолыжный спорт - Биатлон - Лыжные гонки - Фигурное катание - Конькобежный спорт - Хоккей с шайбой - Шорт-трек |

Прыжки с трамплина были представлены в качестве показательного вида.

## Страны-участницы
В данном спортивном мероприятии участвовали 7 команд, представляющих Национальные олимпийские комитеты, входящие в Олимпийский совет Азии (в скобках указано количество спортсменов):

| - Гонконг (4) - Индия (14) - Китай (63) - КНДР (51) - Республика Корея (65) - Монголия (4) - Япония (92) |

Сборная Ирана, в которую входили 12 человек, подала заявку для участия в Играх, но впоследствии отказалась от приезда.

## Награды
| Место | Страна           | Золото | Серебро | Бронза | Всего |
| ----- | ---------------- | ------ | ------- | ------ | ----- |
| 1     | Япония           | 29     | 23      | 6      | 58    |
| 2     | Китай            | 4      | 5       | 12     | 21    |
| 3     | Республика Корея | 1      | 5       | 12     | 18    |
| 4     | КНДР             | 1      | 2       | 5      | 8     |
| Всего | Всего            | 35     | 35      | 35     | 105   |